# Magdalenenberg

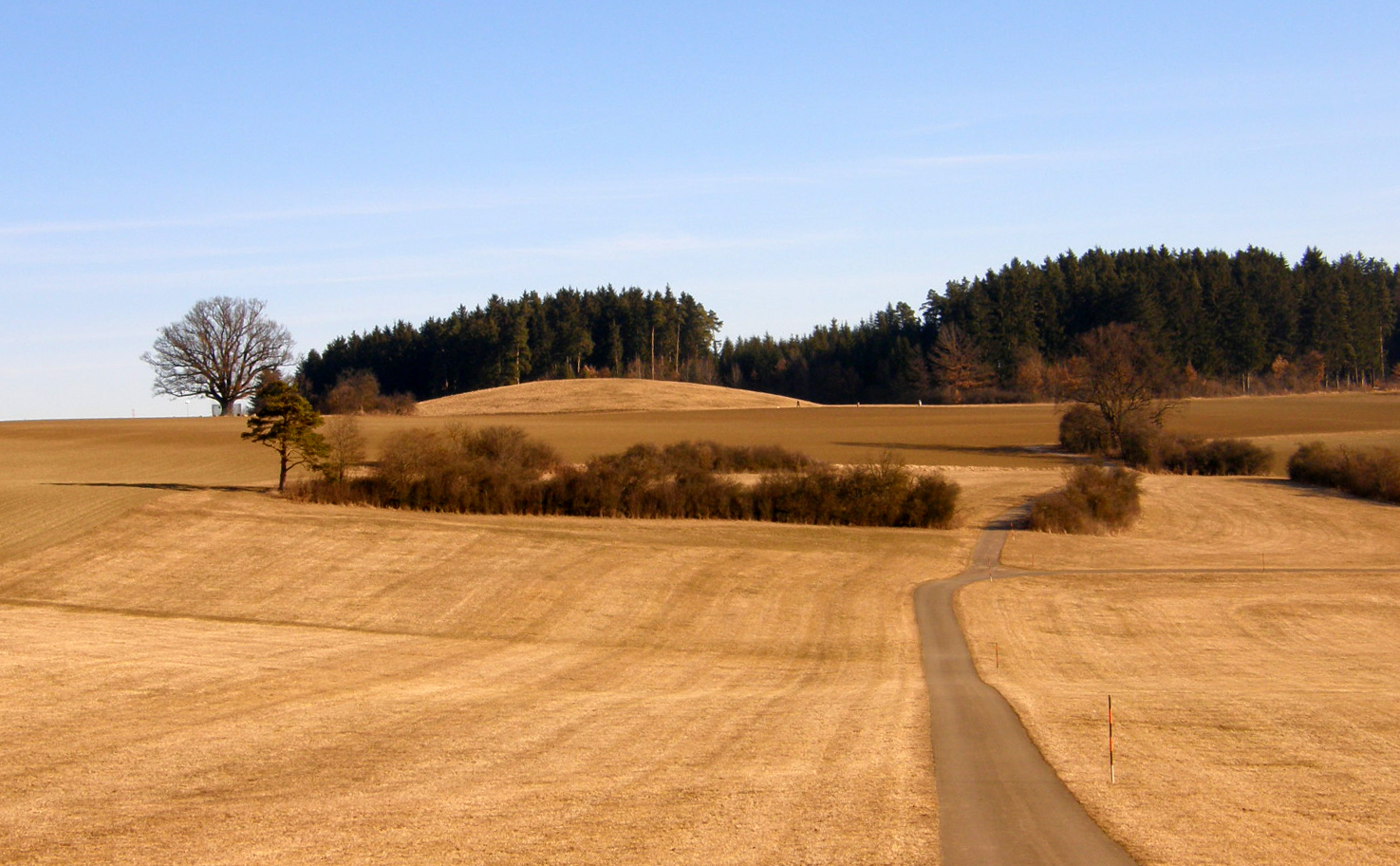
Der Magdalenenberg bei Villingen, Ansicht von Südwesten

Der Magdalenenberg ist ein eisenzeitlicher Großgrabhügel und liegt etwa 740 m ü. NN am südwestlichen Rand des Waldgebiets Laible auf dem Stadtgebiet von Villingen-Schwenningen, etwa zwei Kilometer südwestlich des Stadtzentrums von Villingen. Großräumig gehört das Gebiet zur Ostabdachung des Schwarzwaldes. Der Magdalenenberg ist mit einem Volumen von 33.000 Kubikmetern einer der größten hallstattzeitlichen Grabhügel Mitteleuropas.

## Geschichte

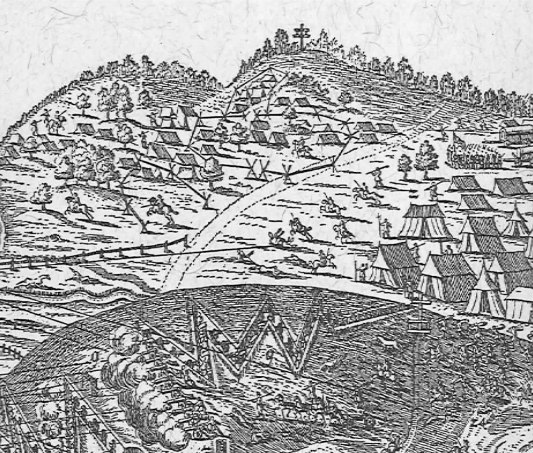
Kupferstich: Belagerung der / Stadt Villingen. / A° 1704., oben der Magdalenenberg mit Lothringer Kreuz

Nach dendrochronologischen Untersuchungen der Zentralgrabkammer wurde der Hügel, der ehemals einen Durchmesser von 102 Metern und eine Höhe von ca. 8 Metern besaß, um 616 v. Chr. aufgeschüttet. Über die hier bestattete Person und die bestattende Gemeinschaft ist wenig bekannt. Eine 2024 veröffentlichte aDNA- und Isotopenstudie weist jedoch enge biologische Verbindungen zwischen dem Magdalenenberg und späteren Elitegräbern des Neckarraums nach, u. a. eine Drittgrad-Verwandtschaft zwischen der reich ausgestatteten Frau MBG009 (Magdalenenberg) und HOC003 (Eberdingen-Hochdorf) sowie fernere Verwandtschaften, die MBG017 (Zentralgrab) mit HOC004 verbinden; dies wird als Teil eines überregionalen Elitenetzwerks interpretiert. Mehrere frühe Bestattungen (u. a. MBG004, MBG016 und das Zentralgrab MBG017) zeigen zudem genetische Affinitäten südlich der Alpen (Norditalien), was im Kontext transalpiner Kontakte der frühen Hallstatt-Elite diskutiert wird.
Als zugehörige Siedlung wurde häufig eine befestigte Anlage auf einer Bergzunge beim Zusammenfluss von Kirnach und Brigach, heute Kapf genannt (Keltische Siedlung Kapf), vermutet, was jedoch nach jüngerem Forschungsstand als unsicher gelten muss.
In den Jahrzehnten nach der Erstbestattung wurden in und um den Hügel mindestens 126 weitere Gräber angelegt, die allesamt in die eisenzeitliche Hallstattkultur (Ha D1) datieren. Wenige Jahrzehnte später wurde das Fürstengrab geplündert, wie sich anhand der noch erhaltenen Grabräuberspaten und Schäden am Fundgut nachvollziehen lässt. Die Belegung hatte zu dieser Zeit wohl bereits geendet.
Unter dem Namen Kreuzbühl wurde der Hügel im Salemer Rodel von 1320, überliefert in einer Abschrift von 1465, erstmals erwähnt. Auf einer Karte von 1610 ist ein „Maria magdalenen creitz“ auf dem Hügel eingezeichnet, eine Belagerungsskizze von 1704 zeigt an dieser Stelle ein Lothringer Kreuz. 1633 gestand eine Bürgerin unter dem peinlichen Verhör (d. h. Folter), auf dem Hügel mit dem Teufel unter dem Namen „Cäsperlin“ getanzt zu haben.

## Erforschung

Der Magdalenenberg während der Erstausgrabung im Herbst 1890

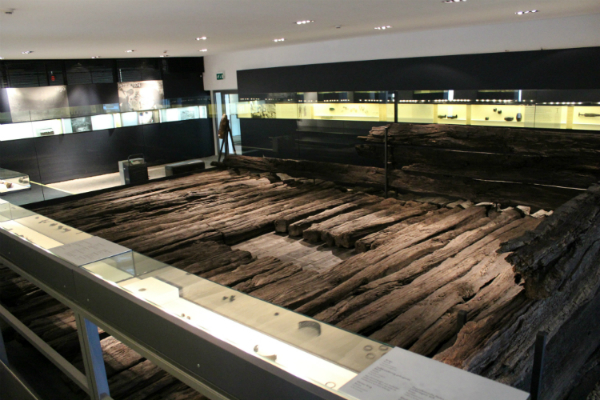
Die Fürstengrabkammer im Franziskanermuseum

Der ehemalige Villinger Amtsrichter Heinrich Könige wies 1887 den Direktor der Großherzoglichen Altertumshalle in Karlsruhe, Ernst Wagner, darauf hin, dass sich „auf dem Magdalenenhügel beim Läuble auf der Höhe […] ein Grabhügel“ befände. Wagner reiste daraufhin nach Villingen und legte einen Grabungsschnitt an, der ihn von der künstlichen Beschaffenheit des Hügels überzeugte. Drei Jahre später, im Jahr 1890, begann die Grabung unter Leitung des Villinger Oberförsters Hubert Ganter. Die Ausgräber kesselten den Hügel, d. h., sie gruben sich von der Spitze in die Tiefe voran, um lediglich die Hügelmitte zu untersuchen. Dabei stießen sie auf die Überreste des Fürstengrabes, die Aufschluss über die ehemals reiche Ausstattung gaben (u. a. Reste eines vierrädrigen Wagens). Aufgrund der Plünderung in früheren Zeiten blieben bemerkenswerte Funde jedoch aus.
1970 bis 1973 wurde unter Leitung des Archäologen Konrad Spindler, der später durch die Erforschung des Ötzi zu Berühmtheit gelangen sollte, der gesamte Hügel und dessen unmittelbare Umgebung im Rahmen eines Projektes der Deutschen Forschungsgemeinschaft freigelegt. Dabei konnten neben 126 Nachbestattungen der Hallstattzeit mit reichen Beigaben auch die fast fundleere Bohlenkammer der beraubten Zentralbestattung dokumentiert und geborgen werden. Eine 2024 publizierte Untersuchung gewann für den Magdalenenberg genomeweite Datensätze von 17 Individuen und ergänzte Strontium- und Sauerstoffisotopenwerte, um Mobilitätsmuster zu rekonstruieren. Innerhalb der Nachbestattungen ließen sich mehrere biologische Verwandtschaften (3.–4. Grad) nachweisen (u. a. MBG001↔MBG013 sowie MBG002, MBG011, MBG012), deren Isotopensignaturen lokal zum Schwarzwald passen; zugleich unterscheiden sich Männer und Frauen nicht signifikant in den Mobilitätsindikatoren. Lange Zeit umstritten waren die dendrochronologischen Daten aus der hölzernen Grabkammer, da sie potentiell einen wichtigen chronologischen Fixpunkt am Beginn der späten Hallstattzeit bieten.
Im Juni 2011 veröffentlichte Allard Mees vom Römisch-Germanischen Zentralmuseum (RGZM) in Mainz einen Aufsatz mit dem Titel „Der Sternenhimmel vom Magdalenenberg“, wonach die Anordnung der Gräber um den Grabhügel ein frühkeltisches Kalenderwerk darstelle. Mit Hilfe einer speziellen Software der US-Raumfahrtbehörde NASA habe der damalige Stand der Sternenbilder von der Winter- bis zur Sommersonnenwende nachgezeichnet werden können. Dadurch sei eine Datierung der gesamten Anlage auf 618 v. Chr. gelungen, was von der dendrochronologischen Datierung der Hölzer der Grabkammer (616 v. Chr.) nur gering abweicht. Die 126 Gräber sind dieser Deutung zufolge nach nördlichen Sternbildern und dem Mondzyklus angeordnet und nicht nach dem Sonnenzyklus wie Stonehenge. Diese Deutung der Anordnung der Nachbestattungen wurden auch angezweifelt. Kritisiert wurden sowohl die mangelnde Quellenkritik als auch die angewandte Methodik.

## Funde

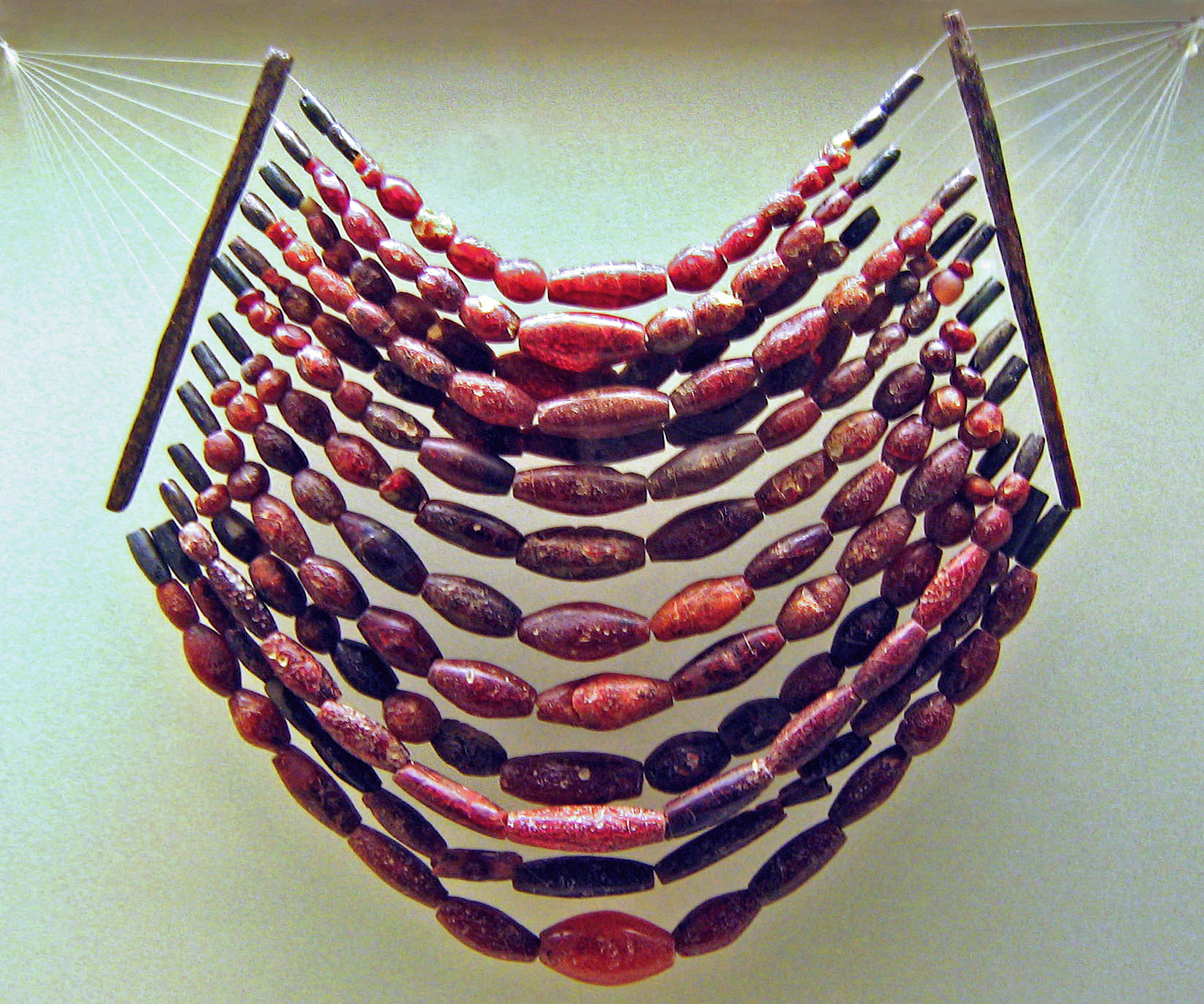
Bernstein-Collier, Franziskanermuseum (Villingen-Schwenningen)

Aufgrund der Plünderung fanden sich in der Zentralgrabkammer nur wenige Reste eines vierrädrigen Wagens, eines Pferdezaumzeugs, die Knochen eines Schweins sowie die des Fürsten. Die Deutung weiterer Fragmente, darunter eines möglichen Bogens, ist unsicher. Sehr viel reichhaltiger war das Fundgut der ungeplünderten Nachbestattungen. Die am Platz häufigen südlich-transalpinen Artefakte korrelieren statistisch nicht mit isotopen- oder genetischen Hinweisen auf nicht-lokale Herkunft; Mobilität erscheint vielmehr individuell ausgeprägt und nicht unmittelbar aus der Beigabenzusammensetzung ableitbar. Gefunden wurden neben einfachen Schmuckstücken (wie Gagat- und Bronzeblecharmreifen) zahlreiche Fibeln, darunter eine sogenannte Drachen- oder Dragofibel aus dem heutigen Slowenien. Besondere Bedeutung hat auch das Bernstein-Collier, das auf mögliche Fernhandelsverbindungen in den Ostseeraum hinweist. Als außergewöhnlich sind auch einige Antennendolche aus Bronze und Eisen zu bewerten. 

## Ausstellung
Die Grabkammer (8 × 6,5 Meter), die dendrochronologisch in das Jahr 616 v. Chr. datiert wird, ist der größte hallstattzeitliche Holzfund in Mitteleuropa und kann heute im Franziskanermuseum in Villingen besichtigt werden. Zudem geben ca. 300 Exponate Einblicke in das Leben einer schriftlosen Kultur: Amulette und Kinderrasseln, Rasiermesser und Nagelschneider zeugen von der Kontinuität menschlicher Grundbedürfnisse. Den Besucher erwarten ebenfalls ein Hügelmodell und ein Diorama, Originalfotos und -filme der beiden archäologischen Grabungen sowie eine Einführung in die am Magdalenenberg eingesetzten archäologischen Methoden wie beispielsweise Dendrochronologie und Anthropologie.

## Aktuelle Vermittlung

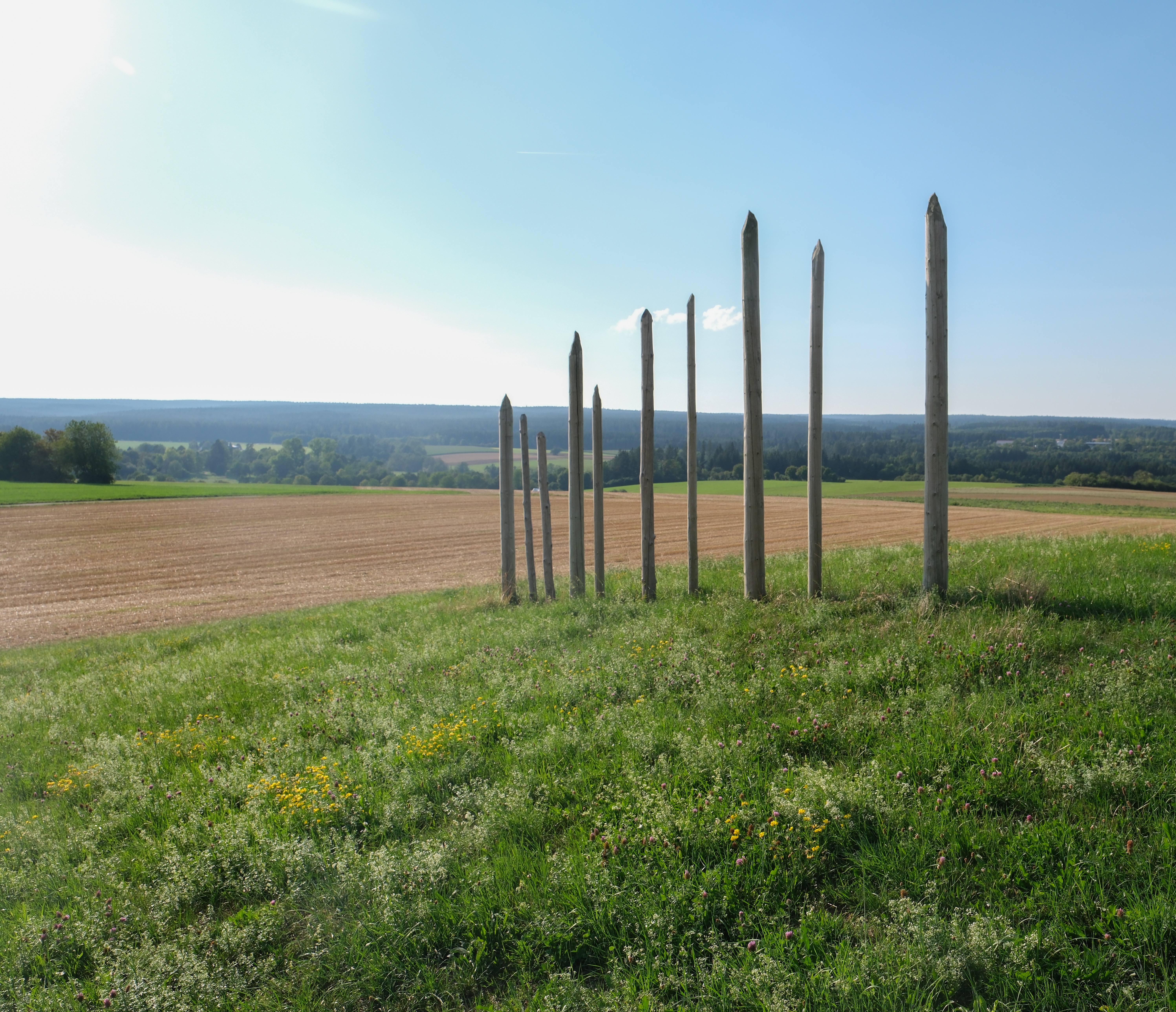
Rekonstruierte Stangensetzungen

In dem in den frühen 1930er-Jahren entstandenen Stadtteil Südstadt im Stadtbezirk Villingen verläuft die Magdalenenbergstraße. Im September 2014 wurde der „Keltenpfad“ eröffnet, der das Franziskanermuseum mit dem Magdalenenberg verbindet. Ein neu angelegter Fußweg mit Informationstafeln ermöglicht eine Umrundung des Grabhügels. Auf der Hügelkuppe wurden einige der archäologisch dokumentierten Stangensetzungen rekonstruiert, außerdem wurde eine neue Sitzgelegenheit in Form eines handbearbeiteten Balkens auf einer Kiesfläche mit den Ausmaßen der Grabkammer geschaffen. Im Franziskanermuseum kann ein Augmented-Reality-Spiel auf Tablets mit dem Titel GeheimnisGräberei gespielt werden, das eine fiktive Geschichte zum Magdalenenberg erzählt und Rekonstruktionshypothesen zur ehemaligen Grabausstattung vorstellt.